# Ктуба

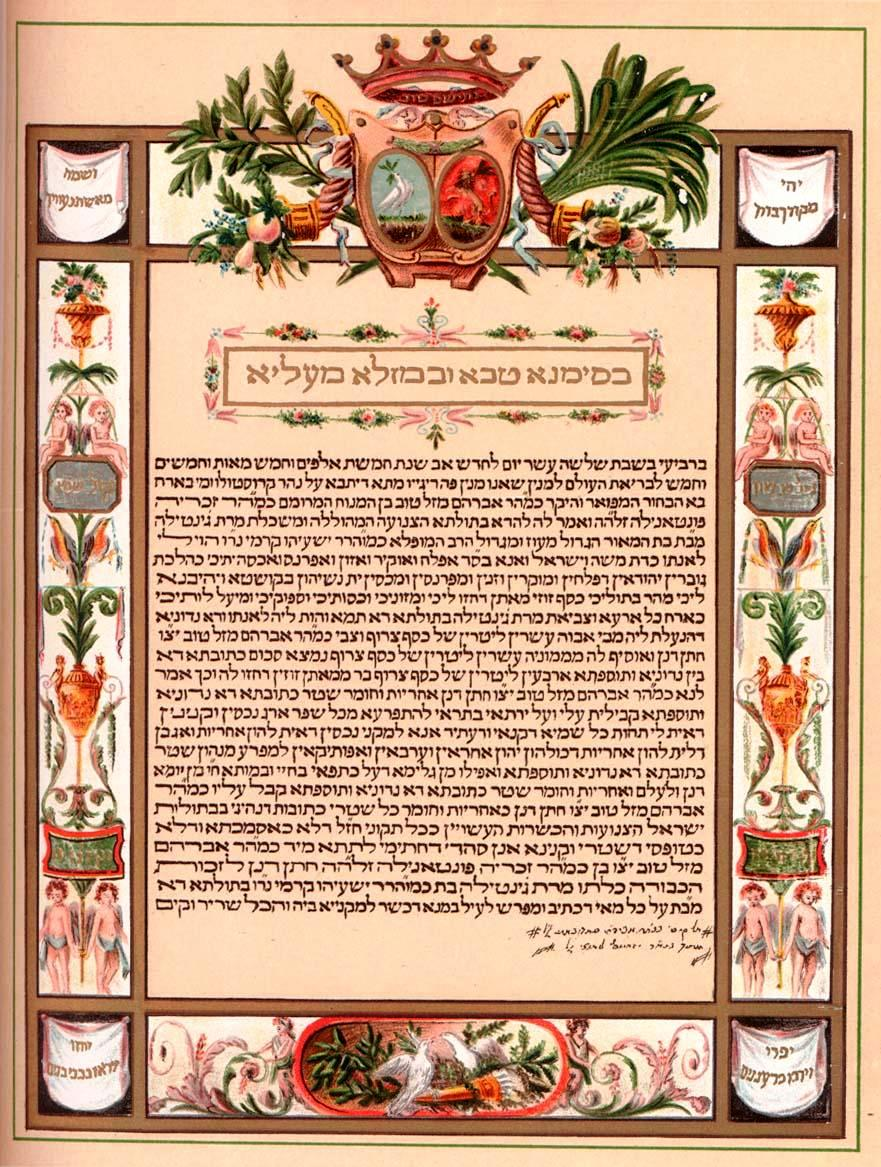
Ктуба XVII века

Ктуба (также ктубба, кетуба; в ашкеназском произношении иврита — ксу́бо; ивр. כְּתוּבָּה‎; «документ»; мн. ч. ктубот) — это еврейский брачный договор, неотъемлемая часть традиционного еврейского брака. В нём перечисляются такие обязанности мужа по отношению к жене, как предоставление еды, одежды, исполнение супружеских обязанностей, а также обязанность выплатить определённую сумму денег в случае развода. Мужчина, желающий развестись, обязан выдать своей жене гет (документ о разводе).

## История
В древности раввины настаивали на том, чтобы пара, вступающая в брак, заключала ктубу, с целью защиты интересов жены. Она служила заменой восходящих к библейским временам вдовьей части или выкупа, которые жених при заключении брака выплачивал невесте или её родителям. Ктуба стала механизмом, согласно которому денежная сумма, причитающаяся жене (вдовья часть), выплачивалась на случай прекращения брака в результате смерти мужа или развода. Следует отметить, что существовавший ранее выкуп породил значительную социальную проблему: многие потенциальные молодые мужья не могли собрать достаточное количество денег ко времени достижения возраста, в котором обычно предполагалось вступление в брак. Поэтому, чтобы предоставить этим молодым людям возможность жениться, раввины в сущности откладывали выплату до того времени, к которому бы мужчины с наибольшей вероятностью смогли накопить эту сумму. В соответствии с новым механизмом, выкуп становился частью ктубы. Также следует отметить, что как вдовья часть, так и ктуба служили общей цели: защита интересов жены на случай потери кормильца (в результате смерти или развода). Единственное различие между двумя системами — это время платежа. Они предшествовали возникновению института алиментных обязательств в отношении бывшего супруга в современном праве. Ещё одна функция, выполняемая ктубой, — создание сдерживающего фактора для мужа, намеревающегося развестись с женой: для этого ему необходимо обладать соответствующей денежной суммой.

## Ктуба и свадебная церемония
Ктуба, записанная на специальном бланке, называемом Штар Ктуба (ивр. שטר כתובה‎), подписывается двумя свидетелями и обычно зачитывается вслух под хупой (специальным навесом). Для близких друзей семьи и дальних родственников считается большой честью, если их пригласили засвидетельствовать ктубу. Свидетели должны соответствовать требованиям Галахи, но не могут быть близкими кровными родственниками вступающих в брак. Ктуба передаётся на хранение невесте.

## Форма и стиль
Современные ктубот могут быть разными по стилю и содержанию, в зависимости от верований и традиций пары, вступающей в брак. По традиции, язык ктубы официально оформляет различные требования Торы, предъявляемые к еврейскому мужу по отношению к жене, и оговаривает в качестве особого условия сумму, которая будет выплачена жене в случае развода и составляет 200 зуз (монета, используемая в Талмуде) — как правило, эта сумма считается достаточной для содержания человека в течение одного года. Традиционная ктуба составляется на арамейском языке.
Реформистский иудаизм допускает внесение индивидуальных изменений в текст ктубы. Например, если вступающие в брак являются последователями различных религиозных учений, они зачастую отдают предпочтение более эгалитарному языку, соответствующему брачным обетам, которые подчёркивают ценности, на которых строятся их отношения и брак (любовь, дружеские отношения, семья, традиция и т. д.). В связи с тем, что имеется большое разнообразие текстов, помолвленные пары обычно советуются со своим раввином или священником, которому предстоит совершить обряд бракосочетания, чтобы определить, какой текст подходит им больше всего. В последнее время появились варианты нестандартных текстов для однополых пар, светских гуманистов, пар, в которых только один партнёр исповедает иудаизм, и другие индивидуально разработанные тексты.

## После свадьбы
Зачастую ктубот вывешивают на видном месте в доме женатой пары в качестве ежедневного напоминания об их клятвах и обязанностях по отношению друг к другу. Ктубот можно увидеть в самых различных исполнениях, которые обычно отражают вкусы и стили эпохи и местности, в которых они изготовлены.
В некоторых общинах ктуба или не выставляется, или ставится в скрытой части дома. Это объясняется несколькими причинами, включая ту, что в ней содержатся подробности личного характера, которые могут вызвать зависть или сглаз.

## Галерея

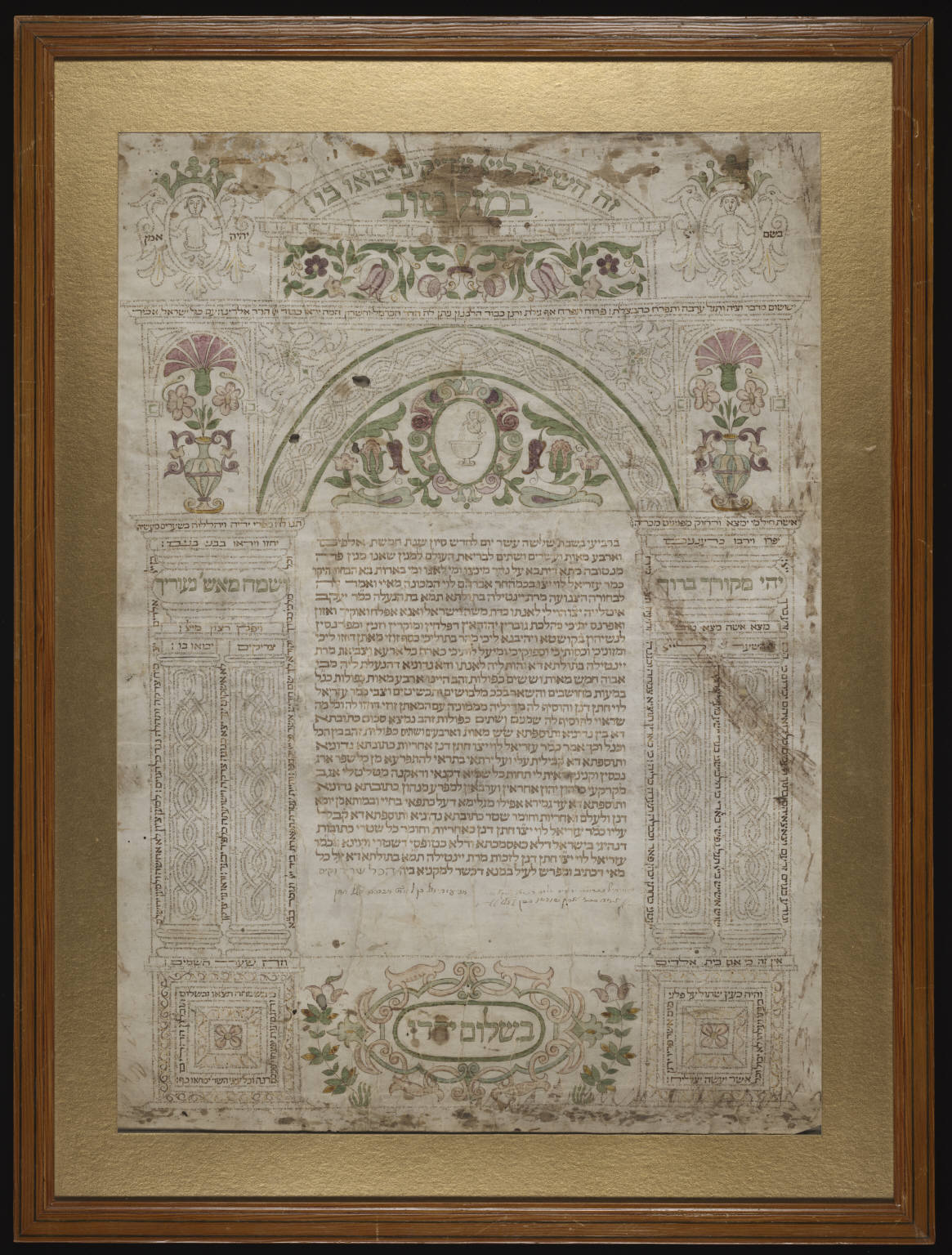
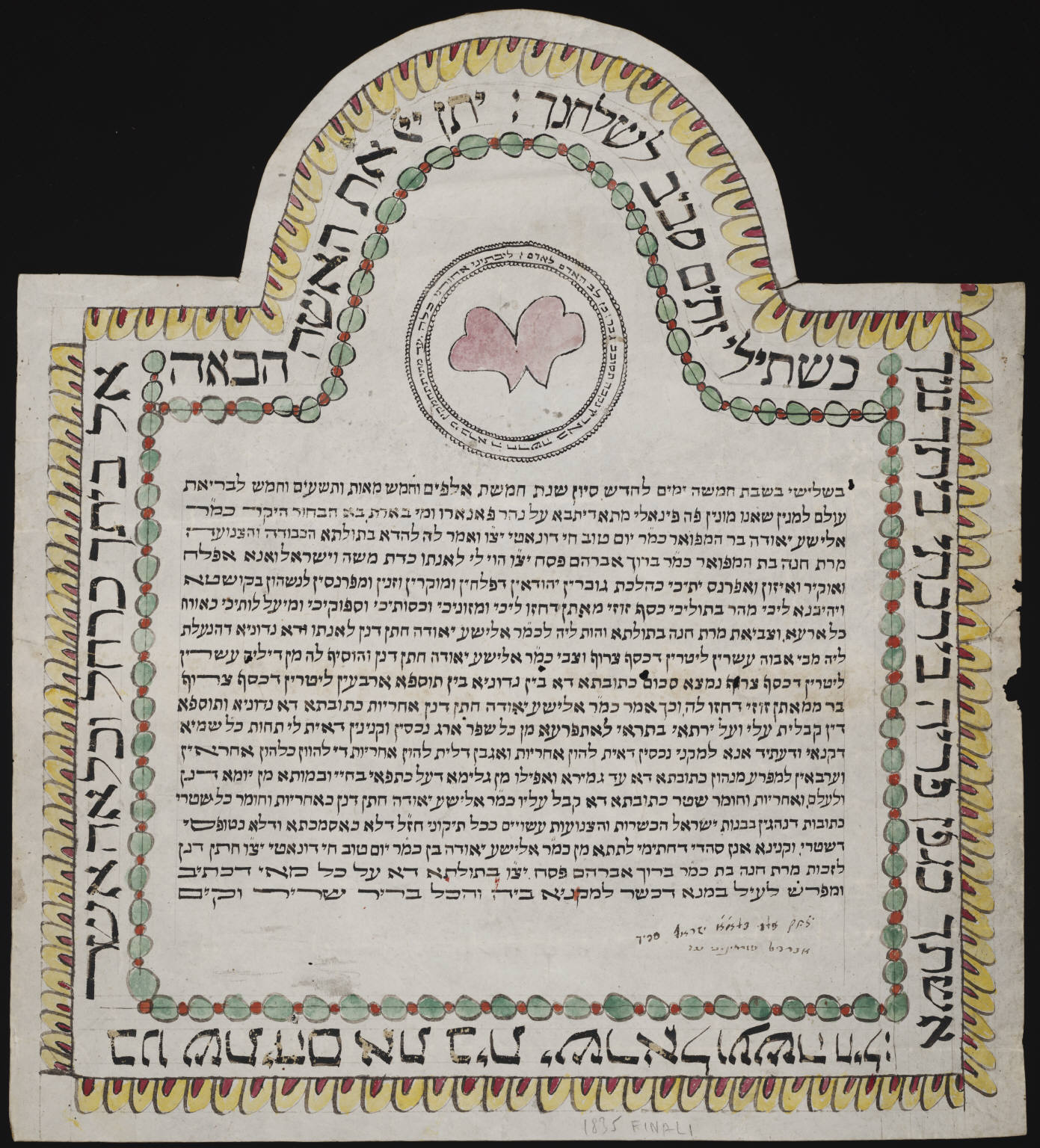
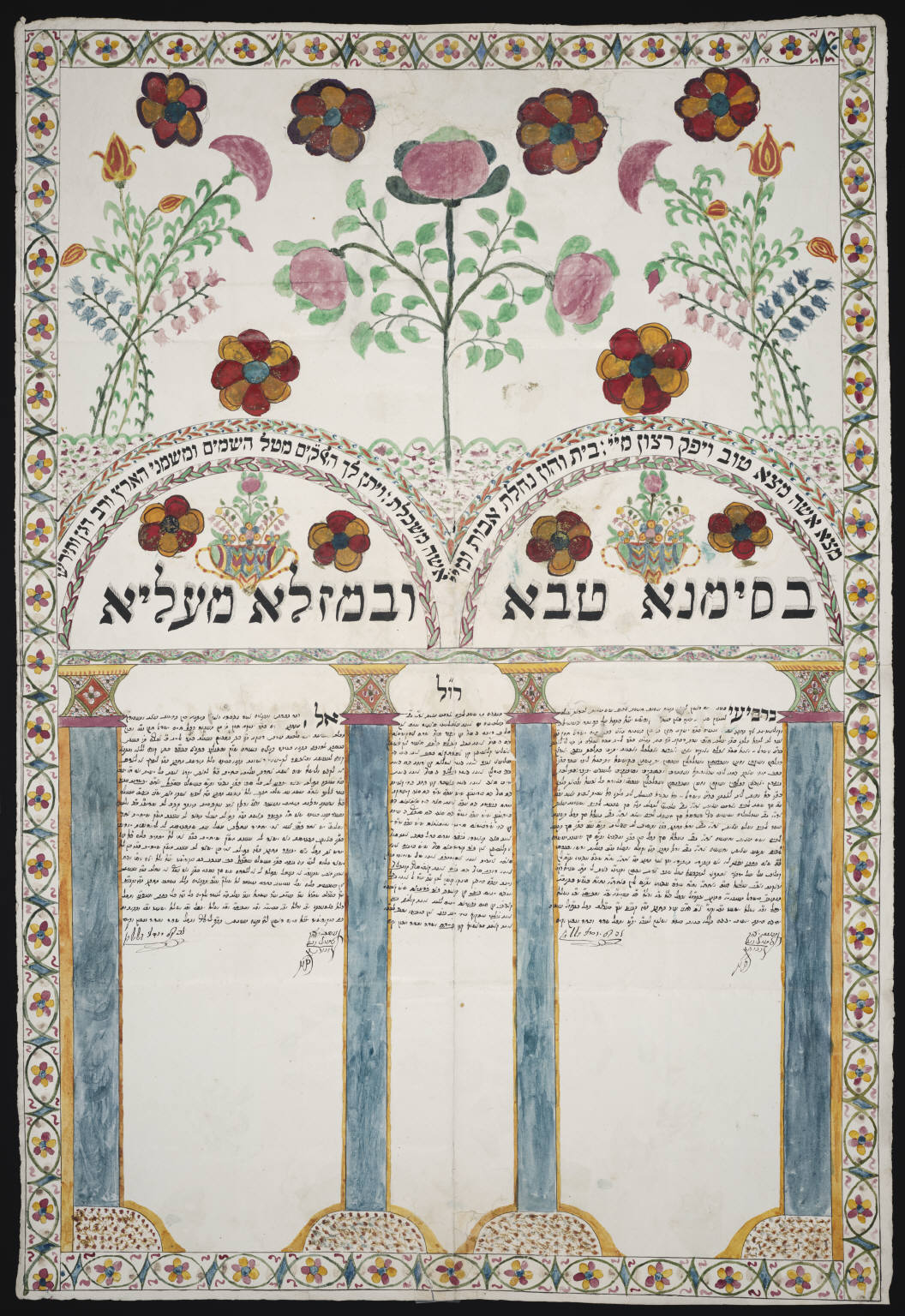
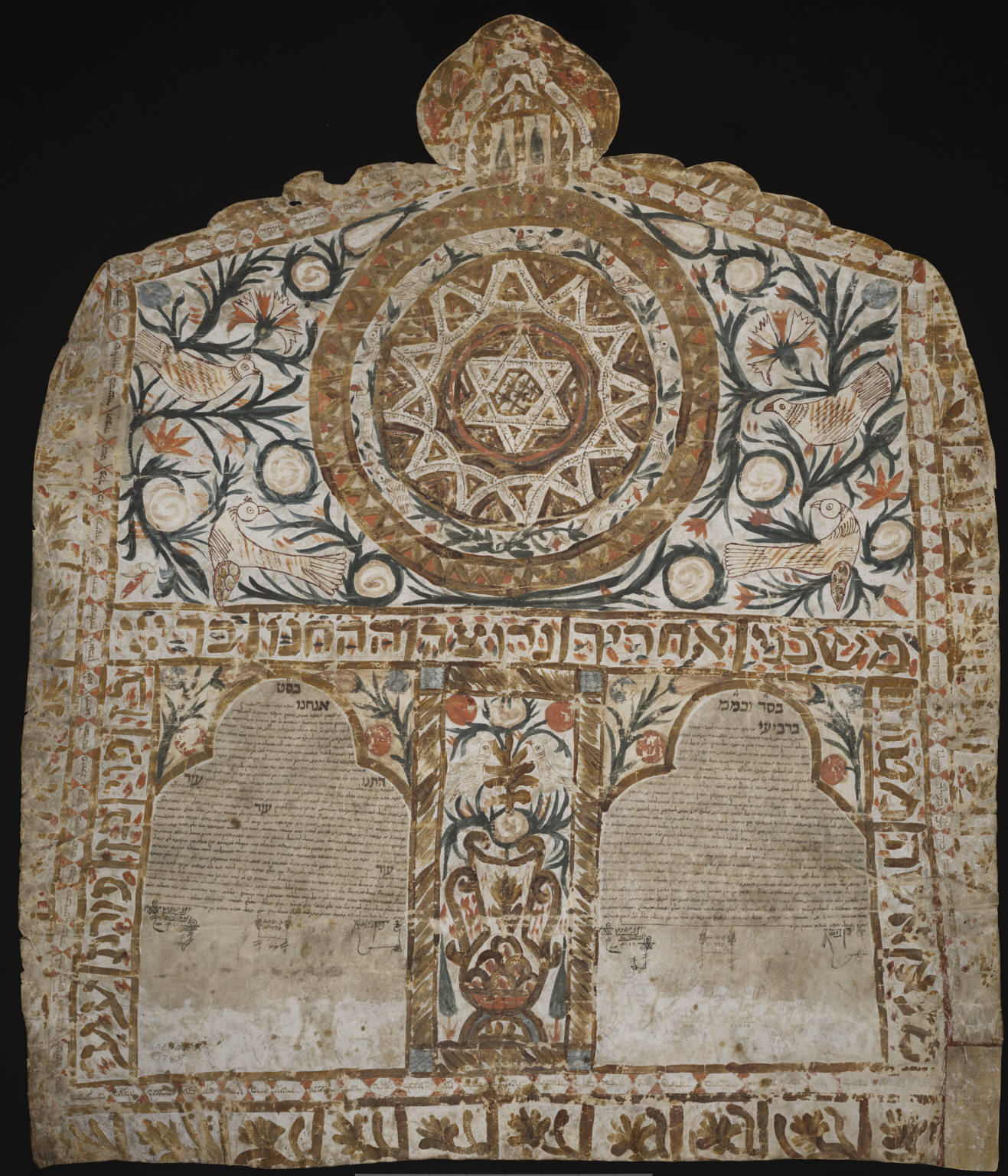
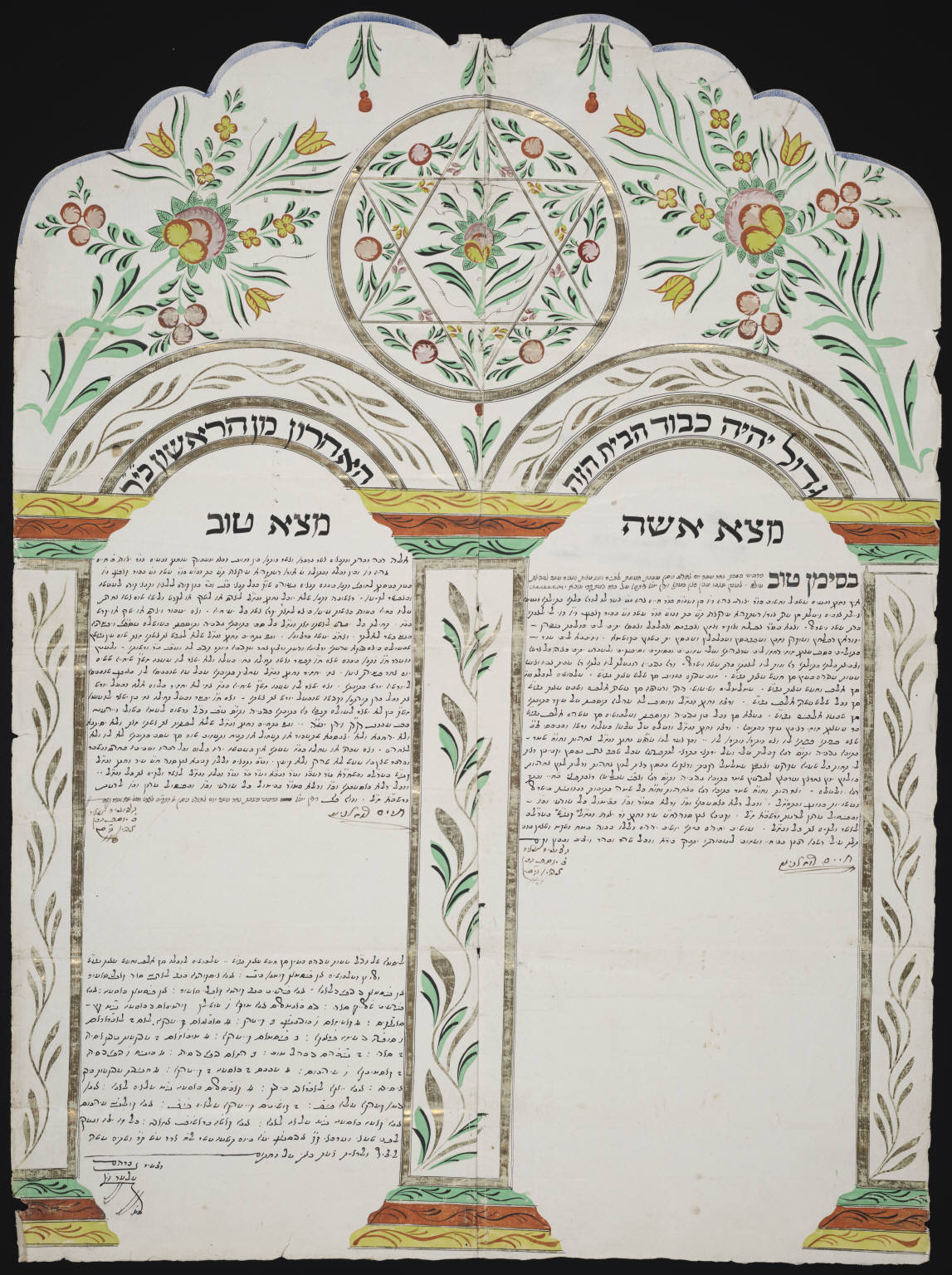
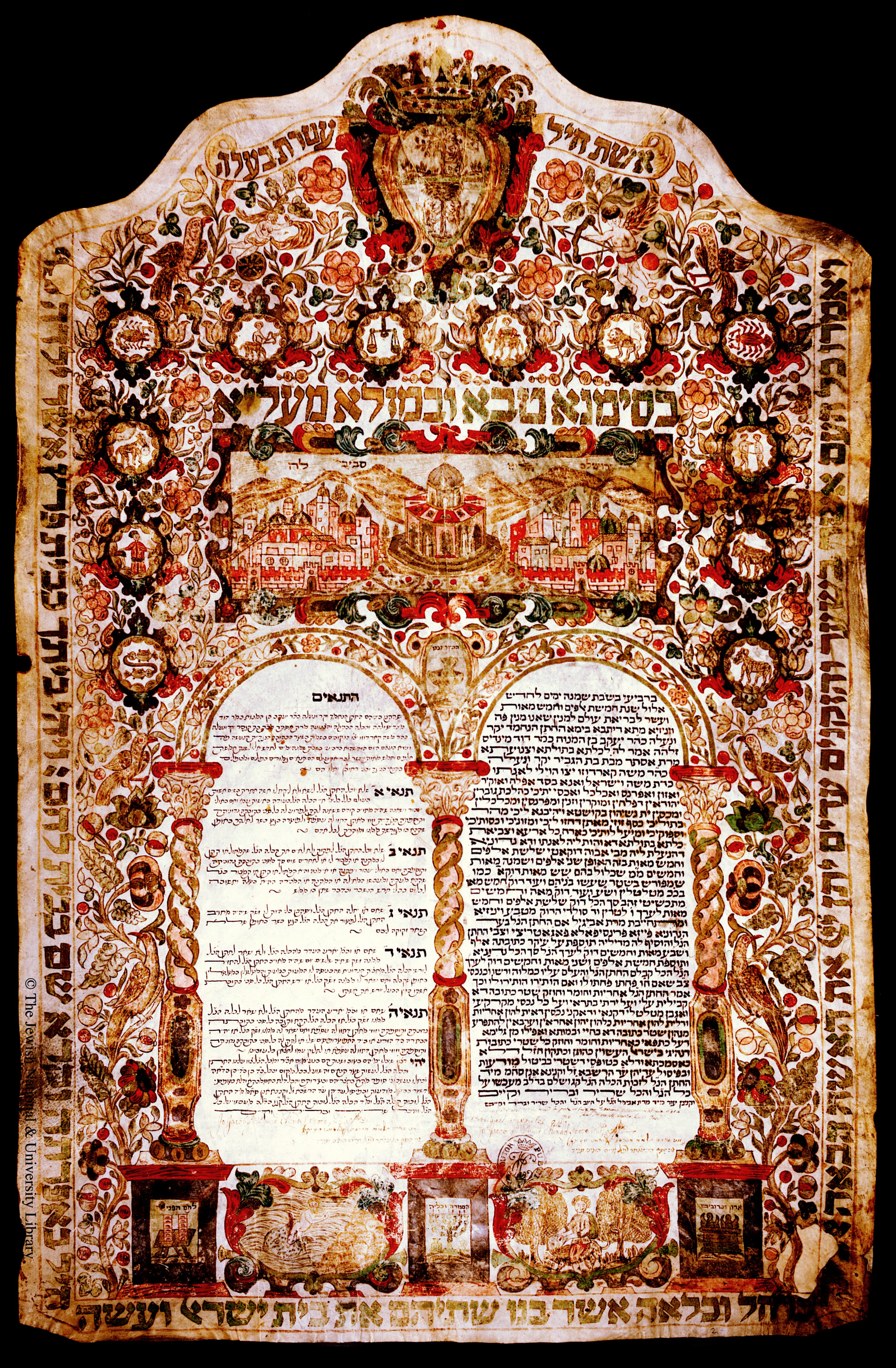
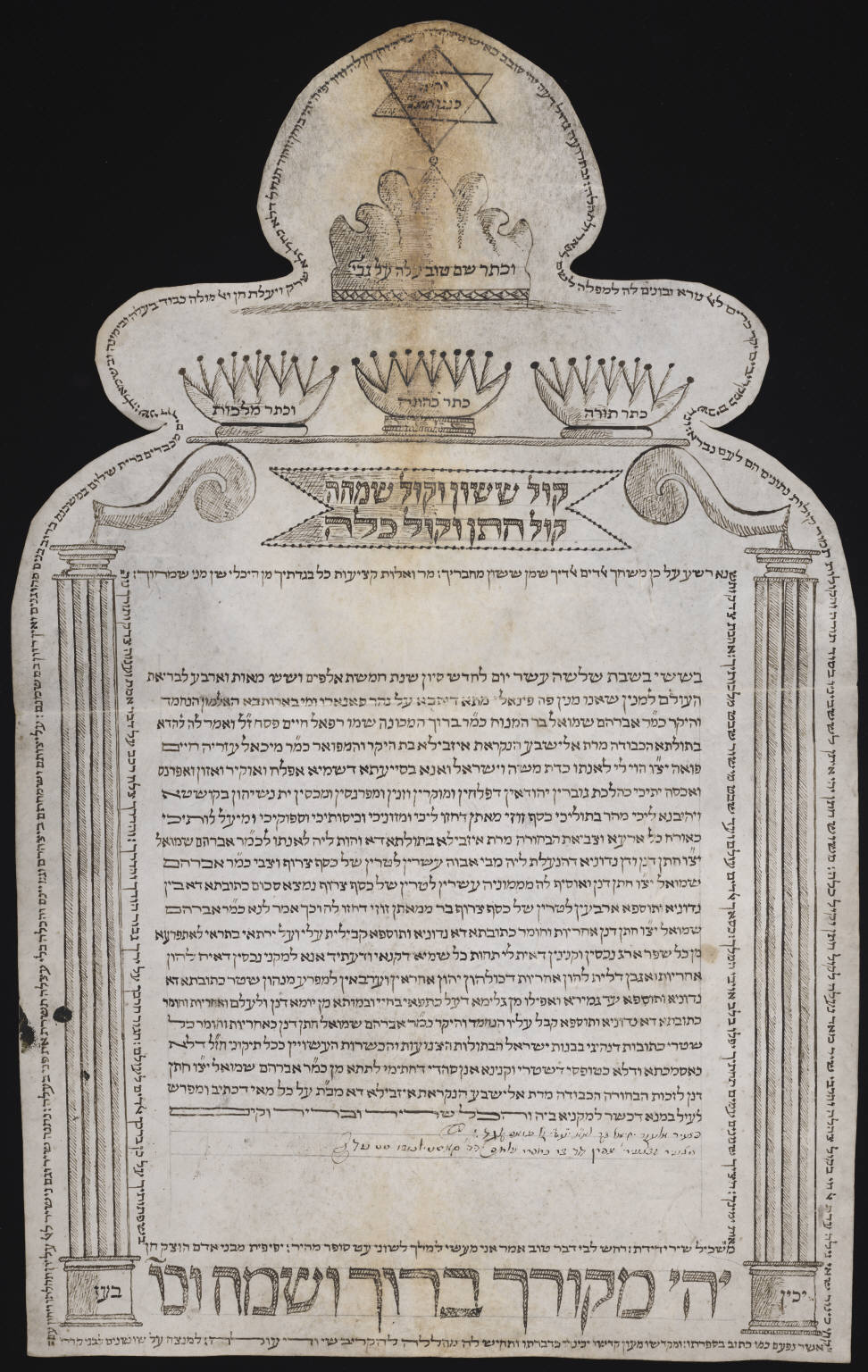